# Accident ferroviaire d'Ashtabula
La catastrophe ferroviaire d'Ashtabula (aussi appelée aux États-Unis Ashtabula horror) a eu lieu à environ 300 m de la gare d'Ashtabula, à l'extrême Nord-Est de l'Ohio. Le 29 décembre 1876, un convoi du Lake Shore and Michigan Southern Railway franchissait un pont de 47 mètres sur la rivière Ashtabula quand celui-ci s'écroula. L'accident tua 92 personnes, et resta le plus meurtrier aux États-Unis jusqu'à la grande catastrophe ferroviaire de 1918 à Nashville.

## Écroulement du pont et incendie

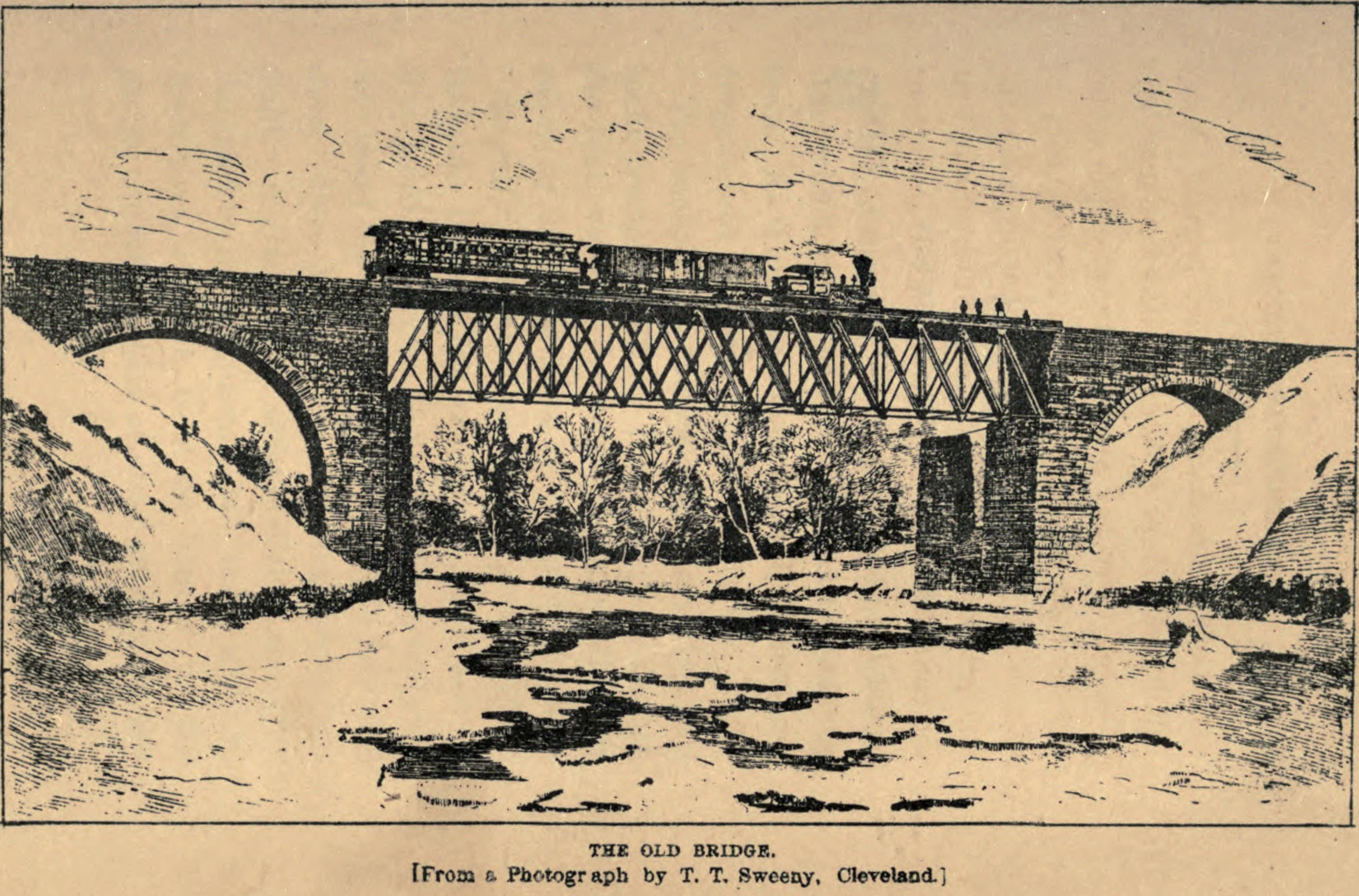
Le pont de fer avant la catastrophe

Le train No. 5, Pacific Express du Lake Shore and Michigan Southern Railway, parti de New York (Grand Central Depot) à 20 h 30 la veille, avait quitté Érié l'après-midi du 29 décembre 1876 sous une terrible tempête de neige obligeant à adjoindre pour le départ à ses deux machines un renfort temporaire de deux autres. Il comprenait onze wagons, dont un fumoir, un salon (Yokahama) pour Cleveland, trois voitures-couchettes (City of Buffalo, Palatine et Osceo), dont deux pour Chicago et une pour Louisville ainsi que deux fourgons à bagages. En retard de deux heures à cause des intempéries, vers 19 h 30, tiré par deux locomotives, baptisées Socrate (32 tonnes) et Columbia (35 tonnes), il approchait de la ville d'Ashtabula.
Il s'était engagé à environ 16 km/h sur le pont en treillis métallique à une travée franchissant la rivière Ashtabula (en) trois cents mètres avant la gare, quand celui-ci commença à s'effondrer. Le mécanicien Daniel Mac Guire ayant perçu le danger et ouvert à fond le régulateur alors qu'il parvenait à l'extrémité de l'ouvrage, la machine de tête et son tender déraillé échappèrent à la chute dans le vide après rupture de l'attelage avec la seconde locomotive. Tout le reste du convoi s'écrasa en s'empilant vingt-cinq mètres plus bas dans le lit gelé et enneigé du cours d'eau. Tandis que l'eau libérée par la rupture de la glace sous le choc envahissait les voitures reposant sur le lit de la rivière, celles situées au-dessus allaient devenir la proie des flammes. En effet, au milieu de l'enchevêtrement des épaves, les lampes et les poêles renversés mirent le feu aux caisses en bois des voitures, et l'incendie, d'abord localisé à quelques foyers isolés, s'étendit en une vingtaine de minutes, rendant difficile toute tentative de secours. Quelques heures plus tard, la montagne de débris s'était transformée en fournaise, si bien que le lendemain matin, ne subsistait plus du pont, du train et de des occupants restés coincés qu'un amoncèlement de ferrailles tordues et de débris calcinés.

## Secours
Immédiatement après le drame, quelques rescapés indemnes, dont le mécanicien de la seconde machine, un contrôleur et un marchand de journaux, avaient pu se dégager et aider un petit nombre de blessés à s'extraire des décombres. Le bruit de l'accident et le sifflet actionné par le mécanicien de la locomotive Socrate avaient alerté la population de la ville, mais lorsque les premiers sauveteurs parvinrent sur les lieux, ils ne purent accéder aux épaves entassées qu'après avoir d'abord aménagé des escaliers sommaires dans la neige couvrant les berges escarpées.

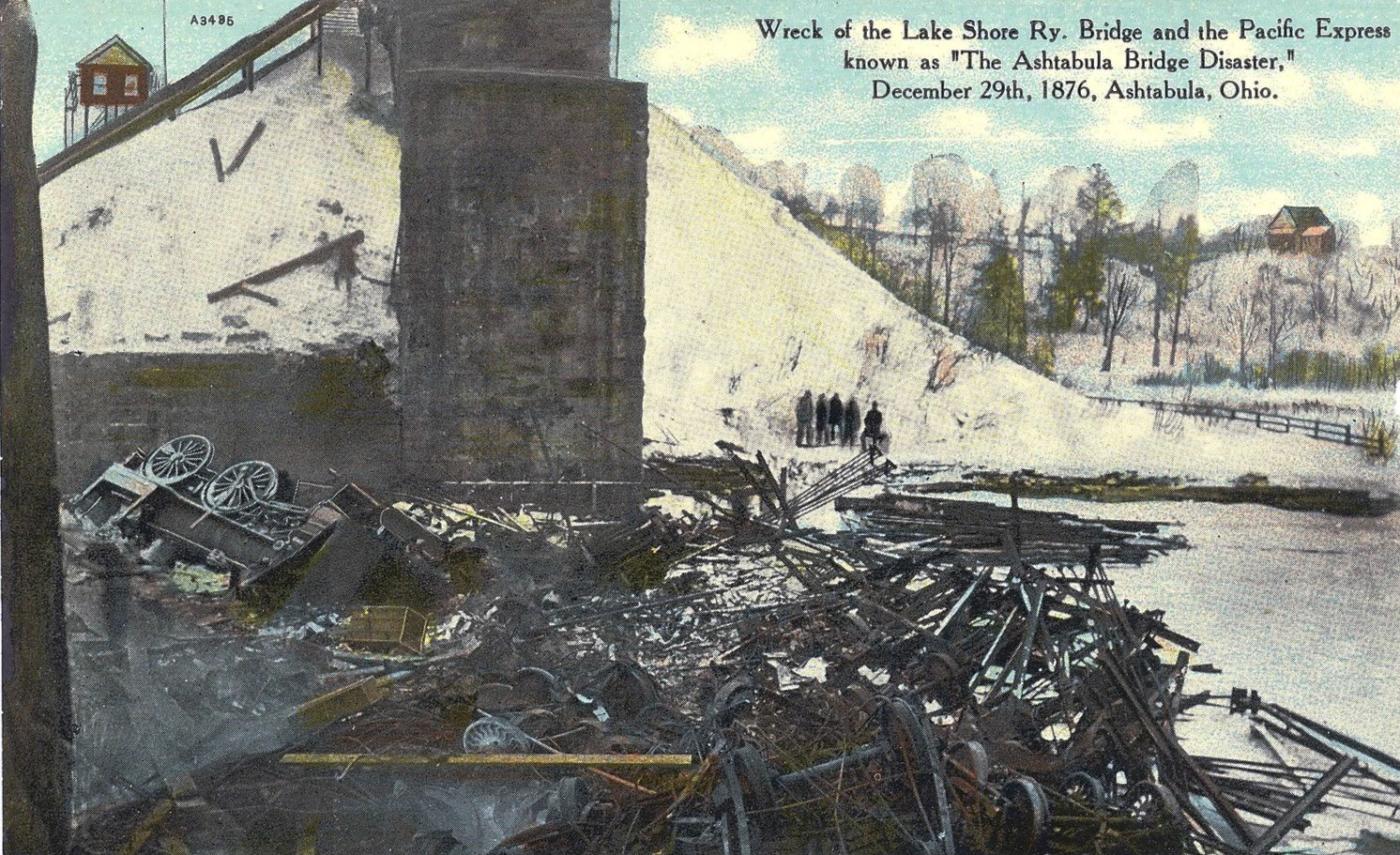
Carte postale des épaves après l'accident et l'incendie

La cloche de la caserne des pompiers volontaires d'Ashtabula avait appelé les hommes de la compagnie dix minutes seulement après le sinistre, mais ceux-ci ne furent à pied d’œuvre que plus d'une heure après. Durant ce délai, les personnes déjà sur les lieux s’efforcèrent bien de lutter contre le feu à l'aide de seaux, mais ces moyens dérisoires ne leur permirent de soustraire au brasier qu'un nombre infime de survivants, parmi lesquels un chien de race bull terrier, dont les plaintes ressemblaient tant à celles d'un être humain qu'on s'acharna à percer la toiture d'un wagon pour le dégager.
À leur arrivée, les pompiers se bornèrent à assurer l'évacuation des blessés. Ceux-ci furent placés dans des traineaux et hissés sur la berge, pour être conduits, faute d'hôpital, dans des hôtels ou des maisons particulières où ils reçurent les premiers soins. Certains, tel le chauffeur de la machine Columbia, ne survécurent que peu de temps. Une femme enceinte touchée à l'épaule accoucha d'un enfant mort-né.
Alors que l'incendie faisait rage, les pompiers, sur ordre de leur chef, G.W. Knapp, s'abstinrent de le combattre au moyen des pompes à bras et à vapeur dont ils disposaient. À vingt-trois heures, ils se retirèrent, laissant les décombres se consumer et remettant au lendemain la remontée des cadavres, qu'ils abandonnèrent provisoirement sur place. À une heure quinze du matin, un train spécial amenant des officiels de la compagnie et des médecins arriva de Cleveland. Il y repartit à six heures, chargé de vingt-cinq blessés devant être hospitalisés.
Des témoignages firent état de nombreux actes de brigandage, commis aussi bien sur les blessés, détroussés par certains de leurs convoyeurs ou hébergeurs, que sur les morts, dépouillés au cours de la nuit par les pillards venus explorer les épaves carbonisées.

## Bilan
Aujourd'hui encore un doute subsiste sur le nombre exact des victimes. Si l'on peut fixer à soixante-quatre le chiffre des blessés, celui des morts est plus difficilement déterminable, l'incendie ayant réduit en cendres un certain nombre de corps tandis que l'eau de la rivière contribuait elle aussi à disperser les restes humains jusqu'au lac. L'incertitude est d'autant plus grande qu'il fut impossible de chiffrer le total des occupants du train au moment de l'accident. La compagnie, se référant aux déclarations d'un contrôleur, l'estimait à 147, dont 19 employés des chemins de fer, mais non compris les enfants, alors que les témoignages de certains passagers l'évaluaient à au moins 300 ou 350. Au bout d'une semaine, seuls 40 corps avaient été récupérés, et 65 personnes étaient portées manquantes. Finalement, on arrêta officiellement à 159 le nombre des passagers et à 92 celui des morts, parmi lesquels le chanteur-compositeur de gospel Philip Bliss (en) et sa femme. Les restes de 19 victimes, mutilées ou carbonisées, ne purent être identifiés, et furent mis en terre le 19 janvier 1877 à 12 heures 30.

## Recherche des responsabilités
Dès le lendemain de l'accident, une instruction judiciaire avait été ouverte à Ashtabula en vue de rechercher les responsabilités. Elle fut confiée à un coroner temporaire, E.W. Richards, assisté d'un jury de six personnes, qui procéda à l'audition de plusieurs dizaines de témoins. Par la suite, la législature de l'État de l'Ohio, apprenant que le coroner était lui-même un employé de la compagnie, décida le 12 janvier 1877 de veiller à l'impartialité de l'enquête en créant en son sein une commission spéciale composée de sénateurs et de membres de la chambre des représentants, dont les membres se rendirent sur place et entendirent pratiquement les mêmes témoins que le jury.
L'essentiel des interrogations portait sur les raisons de la chute du pont, mais compte tenu des critiques adressées aux secours, leur fonctionnement fut aussi évoqué.

### Le pont
Selon les témoignages de plusieurs occupants des dernières voitures, dont des cheminots expérimentés, celles-ci étaient sorties des rails et avaient roulé sur les traverses avant de chuter dans le vide. Ainsi, on aurait pu envisager que puisque moins d'une demi-heure auparavant l'express no 8 avait franchi sans encombre le pont, c'était le déraillement qui en endommageant ses poutres, avait causé la catastrophe. Toutefois, le mécanicien Mac Guire assura avoir ressenti sous les roues de sa machine l'amorce de la dislocation de l'ouvrage avant le déraillement, qui pour lui ne pouvait en être que la conséquence, et non la cause.
La question essentielle était donc celle de la solidité du pont. Celui-ci avait remplacé en 1865 un rustique pont à tréteaux en bois d'environ 210 mètres enjambant la vallée de la rivière Ashtabula sur toute sa largeur. La longueur du nouvel ouvrage avait été limitée à celle nécessaire au franchissement du cours d'eau, soit 47 mètres, par établissement d'un remblai sur chacune des deux rives. C'était le président de la compagnie, Amasa Stone (en), qui à un moment où l'usage du métal dans les ouvrages d'art n'en était qu'à ses débuts, avait imposé aux techniciens placés sous son autorité, malgré leurs objections, d'adapter les plans d'un modèle éprouvé de pont à treillis en bois système Howe à une construction plus légère toute en fer forgé, dont les composants devaient être fournis par une entreprise dans laquelle son frère possédait des intérêts. Si l'ingénieur en chef de la compagnie, Charles Collins, s'était résigné à valider le projet en le qualifiant d'« expérience », celui primitivement chargé de la construction, Joseph Tomlinson, estimant les dimensions des poutrelles insuffisantes et refusant de cautionner le dessin et les calculs initiaux, avait démissionné. Il avait été remplacé par Albert H. Congdon, assisté d'A.L. Rogers. Les témoignages recueillis par la suite révélèrent que lors de l'édification de l'ouvrage, le placement des composants avait donné lieu à de très nombreux tâtonnements. Il n'en restait pas moins qu'avant sa mise en service, ce pont avait subi sans fléchir l'épreuve du passage de six locomotives.
Entendus comme témoins par le jury, les trois ingénieurs ayant supervisé la construction, ainsi que d'autres consultés par la commission d'enquête de la Législature, ou missionnés par l'American Society of Civil Engineers, ne remirent pas en cause le choix du fer forgé comme matériau. En revanche, ils s'accordèrent à reconnaître que le pont d'Ashtabula, mal conçu, devait nécessairement s'écrouler. En effet, si conformément aux principes constitutifs des ponts à treillis il était bien composé de panneaux combinant membrures horizontales et poutres verticales et diagonales, leur disposition et leurs dimensions ne leur permettaient pas d'équilibrer en toute sécurité les forces exercées par le poids de l'ouvrage et le passage des trains. Les contraintes qu'il subissait engendraient donc une fatigue anormale de ses composants. Ainsi, même si la survenance du sinistre avait été retardée durant onze ans par d'heureux concours de circonstances, elle était inéluctable. La plupart des experts estimaient que c'était le froid intense de ce jour-là qui avait pu la provoquer, mais l'un d'eux, l'ingénieur Charles Macdonald, enquêtant pour le compte de l'ASCE, crut pouvoir en identifier le fait générateur dans la rupture d'un boulon en fonte comportant une paille. En toute hypothèse, tous estimaient que l'ouvrage présentait des risques tels qu'il aurait dû faire l'objet d'une surveillance constante.

### Le fonctionnement des secours

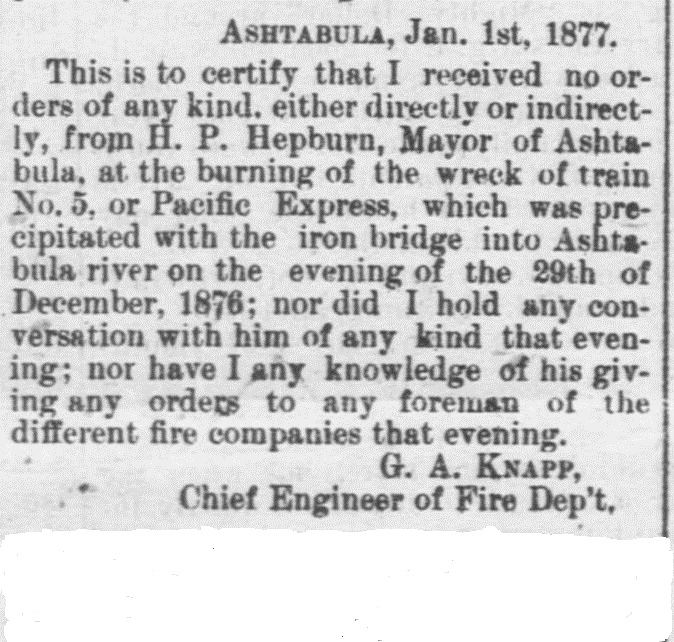
Communiqué du chef de la brigade des pompiers d'Ashtabula

Le jour même de l'accident, les conditions de l'intervention du service de lutte contre l'incendie suscitèrent l'indignation. En effet, selon de nombreux témoins, habitants de la ville ou victimes du sinistre, bien qu'à la gare et dans leur propre matériel les pompiers aient disposé de pompes à main et à vapeur, raccordables à des tuyaux de longueur suffisante, leur chef, G.W. Knapp, malgré les supplications qui lui étaient adressées, en avait interdit l'utilisation pour noyer les décombres alors que des victimes prisonnières continuaient à appeler à l'aide. La rumeur courait que ce comportement révoltant avait été ordonné par un cadre du LS&MSR et le maire, H.P. Hepburn également employé de la compagnie, pour des raisons purement financières, l'assurance remboursant les voitures incendiées mais non celles seulement démolies, et l'indemnité par passager mort dans un accident étant inférieure à celle à verser en cas de blessures.
Sans pour autant expliquer son attitude, le chef de la brigade des pompiers s'était borné à publier le 1er janvier 1877 un bref communiqué dégageant la responsabilité du maire.

### Le verdict
Après soixante-huit jours d'enquête, le jury rendit le 8 mars 1877 son verdict sur la responsabilité à l'égard des victimes de la catastrophe en abordant successivement la question de la chute du pont, celle de l'incendie qui en résulta, puis celle de l'inaction des pompiers.
Sur l'effondrement du pont, la décision, reprenant les conclusions des experts constatant à la fois une erreur de conception de l'ouvrage et une carence dans sa surveillance, déclara la compagnie responsable de ces fautes.
De l'avis général, l'embrasement des épaves devait être imputé aux appareils de chauffage. Or, un acte du 4 mai 1869 imposait qu'ils s'éteignent automatiquement en cas de renversement des wagons. Le jury jugea que la présence dans le train de poêles non conformes à cette exigence constituait un manquement aux prescriptions réglementaires engageant lui aussi la responsabilité de la compagnie.
Sur le fonctionnement des secours, et plus spécialement l'abstention d'utiliser les moyens disponibles pour lutter contre le feu, la décision distingua trois cas différents.
D'abord celui des premiers sauveteurs. Le jury considéra qu'ils étaient parvenus sur les lieux à un moment où l'extinction de l'incendie aurait encore permis de sortir des victimes vivantes des débris, mais faisant implicitement référence au caractère exceptionnel des circonstances, jugea que leur accablement devant l'ampleur de la catastrophe excusait qu'ils n'aient pas eu la présence d'esprit de recourir aux moyens disponibles sur place, notamment à la pompe et aux tuyaux entreposés dans un local situé à proximité du pont.
Ensuite celui du corps des pompiers, arrivé plus d'une heure après l'accident. Le jury excusa son retard, puisqu'il avait dû parcourir plus d'un kilomètre et demi en trainant son matériel dans une terrible tempête de neige, et jugea qu'il ne pouvait être mis en cause pour la perte des vies humaines, aucune ne pouvant plus être sauvée à ce moment.
Enfin, celui du chef des pompiers, qui, faute de pouvoir arracher des survivants aux flammes, aurait au moins pu mettre en œuvre les moyens nécessaires pour noyer les décombres. Le verdict le déclara responsable de son abstention, en jugeant que rien ne la justifiait. Ce désaveu n'eut toutefois qu'une portée purement symbolique puisque la mission du jury étant de rechercher les causes du décès des victimes, il conclut en les attribuant exclusivement à la chute du pont et à l'incendie des voitures, dont il imputa la responsabilité à la seule compagnie.
La condamnation, de nature purement civile, avait une incidence sur les finances du LS&MSR, constitué sous forme de société anonyme. Elle provoqua d'ailleurs immédiatement une baisse de ses actions à la bourse de New York. En revanche, elle n'affectait pas la situation personnelle de ses dirigeants et cadres, alors que certains d'entre eux pouvaient à des degrés divers être considérés comme impliqués dans la catastrophe. Commentant le verdict, l'auteur d'un article d'un journal de Washington, le National Republican, insistant sur les souffrances des victimes, estimait que pour mieux garantir la sécurité des voyageurs, il était souhaitable qu'à la responsabilité civile des compagnies vienne s'ajouter la responsabilité pénale des individus en cas d'atteinte aux vies et aux biens par manquement aux règles de sécurité. Toutefois à une époque où les défaillances techniques étaient encore considérées comme des aléas normaux du chemin de fer, cette suggestion était prématurée et demeura isolée.

## Suites

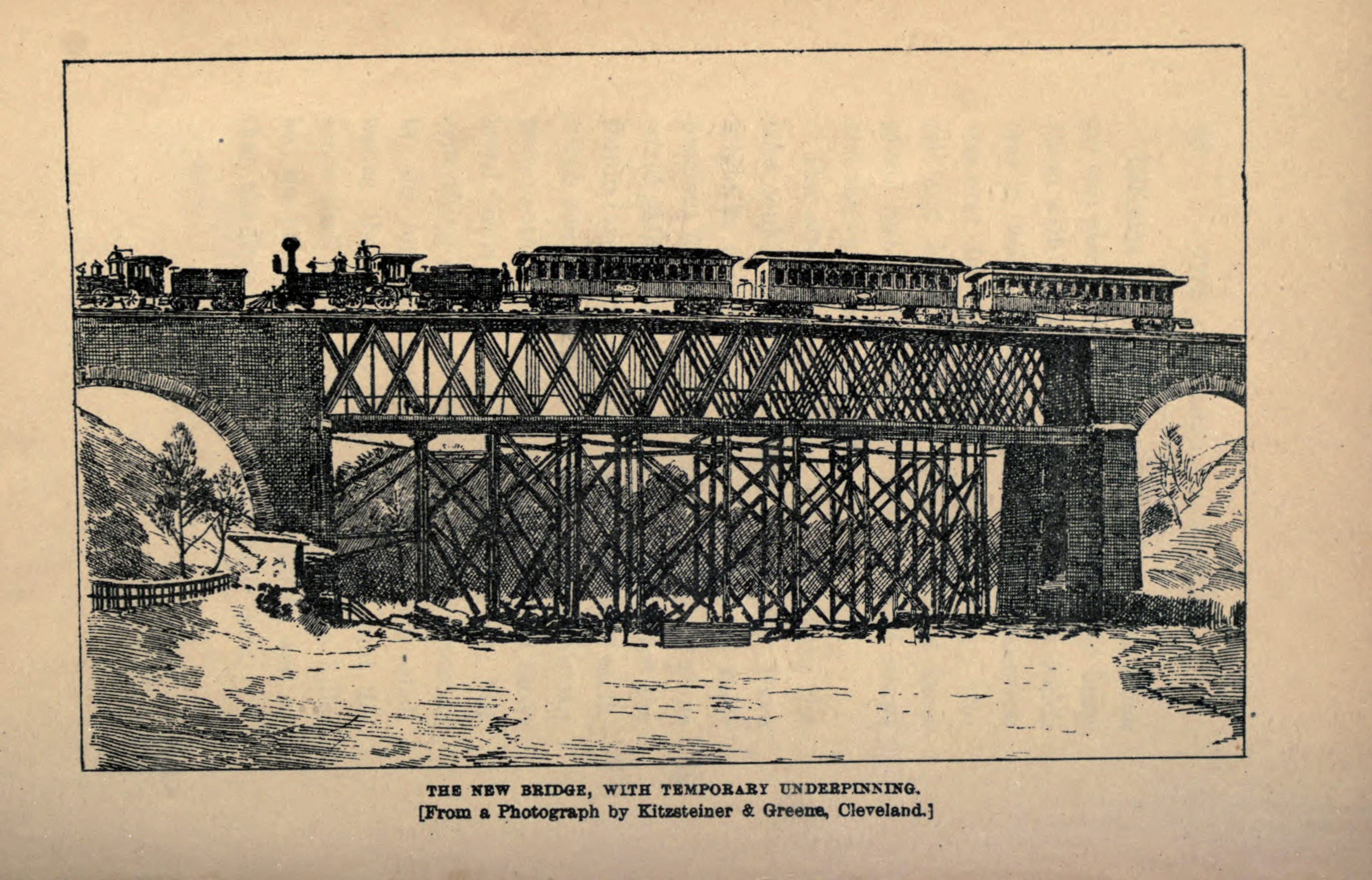
Ashtabula, le pont provisoire construit après la catastrophe.

### Rétablissement du trafic
Afin de rétablir au plus vite la liaison directe entre Buffalo et Chicago, dès le lendemain de la catastrophe une centaine d'hommes entreprirent de déblayer les débris, en déposant les restes humains recueillis dans une morgue improvisée à la halle à marchandises de la gare d'Ashtabula. Les caisses en bois des wagons ayant disparu dans l'incendie, on put très vite commencer la construction d'un pont provisoire à treillis en bois, qui fut mis en service au bout de trois semaines, avant même que l'on soit parvenu à sortir du ravin la locomotive Columbia. Durant ce délai, passagers et bagages étaient transbordés en traineau de part et d'autre du chantier sur une distance d'environ deux kilomètres.

### Mesures de sécurité
On s'efforça de mettre à profit le retour d'expérience afin d'améliorer la sécurité en palliant les lacunes révélées par la catastrophe. Ainsi, à son rapport sur la catastrophe, la Commission mixte de la législature de l'Ohio annexa-t-elle une proposition de loi réglementant en détail la construction des ponts.
La compagnie revit immédiatement son système de lutte contre l'incendie à Ashtabula en établissant un système d'alarme télégraphique et un réseau de tuyaux et de bornes reliées à une pompe à vapeur centrale, qu'elle expérimenta dès le 14 février sur le nouveau pont.
Les autres mesures proposées ne furent concrétisées que plus tard. Ainsi, à Washington, James Garfield, élu de l'Ohio, avait dès février 1877 fait soumettre à la Chambre des représentants une proposition de loi créant un bureau fédéral composé de trois membres de l'armée, officiers ou ingénieurs, chargé d'établir des rapports sur les accidents ferroviaires, mais il fallut attendre 1887, pour que ce type d'enquête soit mis en place dans le cadre des activités de l'Interstate Commerce Commission.
De même, alors que la catastrophe avait confirmé le rôle déterminant des poêles à bois et à charbon dans l'incendie des voitures accidentées, c'est seulement dix ans après que des générateurs de vapeur (en) les remplacèrent pour le chauffage des voitures.
L'absence à Ashtabula d'une structure susceptible d'accueillir les blessés pour leur donner des soins était une autre lacune révélée par la catastrophe, et la décision de principe d'y créer un hôpital avait été arrêtée dans les jours qui suivaient. Cependant, mis à part l'installation temporaire en septembre 1892 d'un camp sanitaire susceptible d'accueillir des émigrants suspectés de choléra, le projet tarda à se réaliser. C'est seulement en 1902 que fut enregistrée la création par huit souscripteurs, dont des médecins et le maire, d'un hôpital privé à but non lucratif (en) au capital de 10 000 dollars

### Destin de deux cadres du LS&MSR

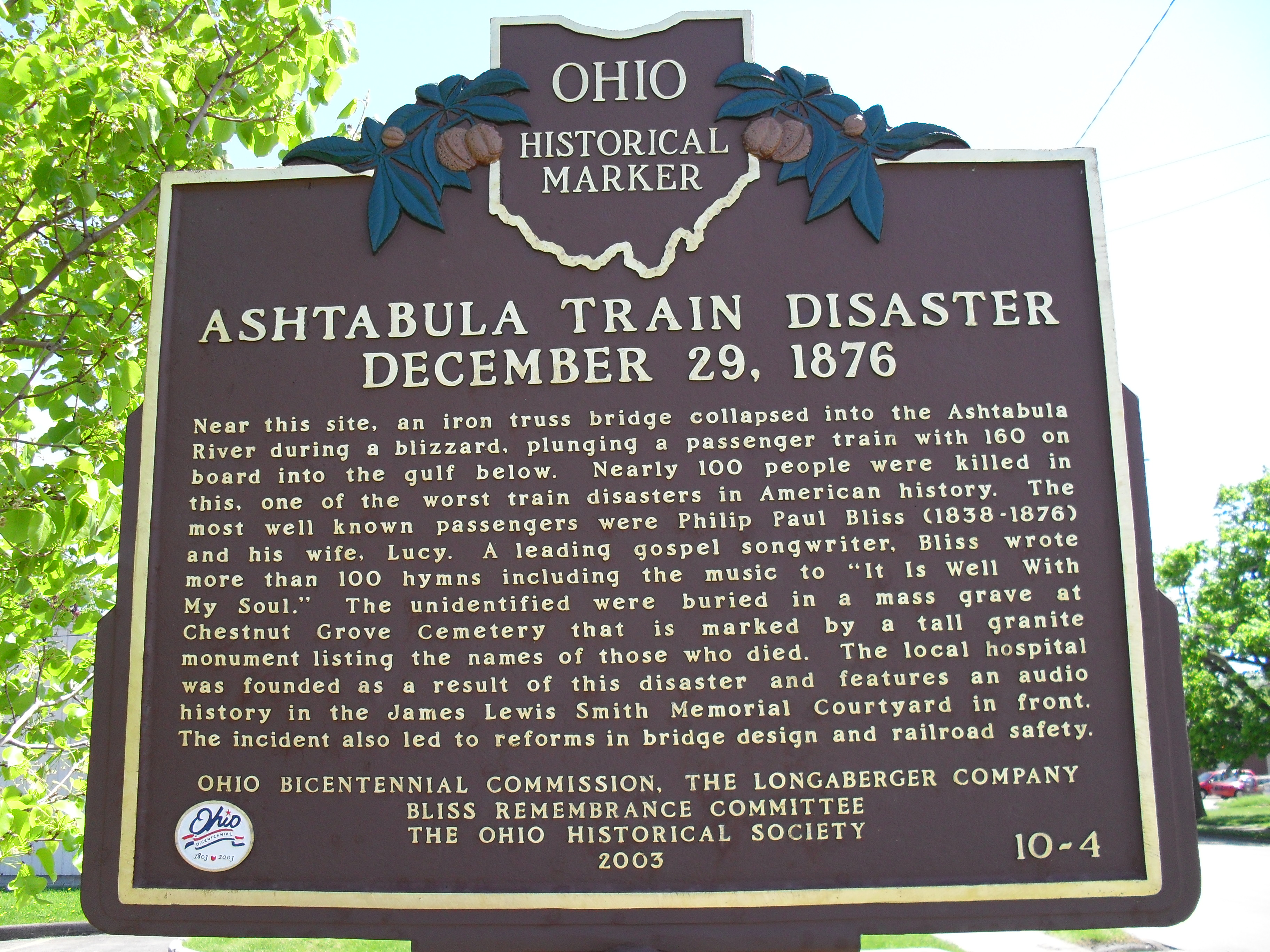
Le panneau du programme Repères de l'histoire de l'Ohio

Après l'accident, Charles Collins, ingénieur en chef de la compagnie ayant validé le projet de pont, avait présenté sa démission au conseil d'administration, qui l'avait refusée. Quelques jours après avoir témoigné devant la commission d'enquête de la législature de l'État, et avant de comparaître devant le jury, il fut trouvé mort dans sa chambre le 20 janvier 1877, la tête fracassée d'une balle de revolver. On conclut immédiatement au suicide, présumé causé par la douleur et le sentiment d'être partiellement responsable de la tragédie. Par la suite, certains mirent en doute cette version pour privilégier la piste d'un meurtre, dont l'hypothétique auteur ne fut toutefois jamais identifié.
Amasa Stone lui aussi mit fin à ses jours, mais sans qu'il soit possible d'attribuer son acte au remords causé par la catastrophe. En effet, s'il se tira une balle dans le cœur sept ans plus tard, le 11 mai 1883, c'est semble-t-il seulement parce qu'il était à l'époque doublement éprouvé par de graves soucis de santé et par la crise des aciéries dans lesquelles il avait des intérêts.

### Mémorial
Avec l'intention annoncée d'insister surtout sur les enseignements religieux de la tragédie, un pasteur d'Ashtabula, le révérend Stephen D. Peet, publia en 1877 un ouvrage, Ashtabula disaster en relatant en détail le déroulement et les suites immédiates.
Les restes de dix-neuf victimes non identifiées avaient été enterrés dans le cimetière de Chesnut Grove, situé à proximité des lieux du drame. Vingt ans après, une stèle y fut élevée pour célébrer leur mémoire. Aujourd'hui, à cet endroit, un panneau du programme Repères de l'histoire de l'Ohio rappelle la catastrophe.